# Chiesa di Santo Stefano (Aosta)
La chiesa di Santo Stefano (in francese, église Saint-Étienne) è un luogo di culto cattolico della città di Aosta, situato all'incrocio tra via Jean-Laurent Martinet e via abbé Joseph-Marie Trèves.
Ricostruita nel XVIII secolo sulle strutture di una precedente chiesa quattrocentesca, presenta numerosi elementi di interesse artistico, in particolare per gli affreschi della facciata (restaurati nel 2005-06), per il grande altare maggiore barocco, per la gigantesca statua lignea di San Cristoforo e per il prezioso organo a canne.

## Storia
Un edificio sacro costruito sull'area che, nel periodo romano era occupata di una necropoli, fuori dalla città di Augusta Praetoria, risale al XIII secolo (si fa menzione della parrocchia di Santo Stefano in un documento del 1234, quando i canonici di Sant'Orso la cedettero ai canonici della Cattedrale). La chiesa, come oggi la vediamo, fu costruita nel 1728-29 sulle strutture murarie di una precedente chiesa del XV secolo (di tale periodo è un'iscrizione posta sull'architrave della porta d'ingresso destra: Hoc opus fecit fieri Jaquemin Pastor). All'altezza di tali date fu anche sopraelevato il campanile e prese avvio la realizzazione degli affreschi della facciata.

## Descrizione

### Architettura

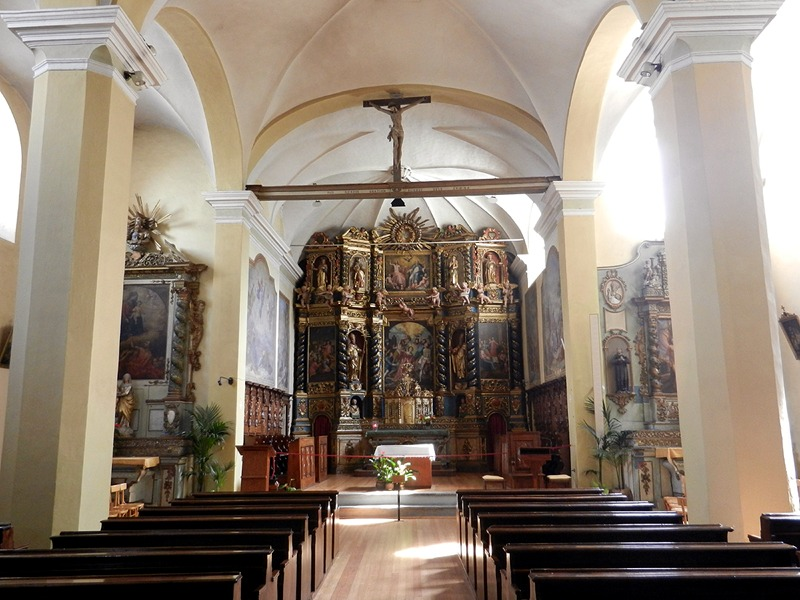
L'interno

Il portale principale realizzato (1729) è in pietra d'Aymavilles; sopra di esso, nella prima fascia di affreschi, sono raffigurati, da sinistra verso destra, San Giacomo Maggiore, San Grato, Sant'Antonio abate (con un fedele ai suoi piedi), al centro, la scena del martirio di Santo Stefano, poi le figure di Sant'Agata, San Giocondo e San Leonardo. Al di sopra, in due riquadri ovali posti ai lati delle finestre, troviamo le immagini di San Giuseppe e San Giovanni Evangelista; sopra le finestre, troviamo la Madonna del Rosario tra San Domenico e Santa Caterina da Siena.

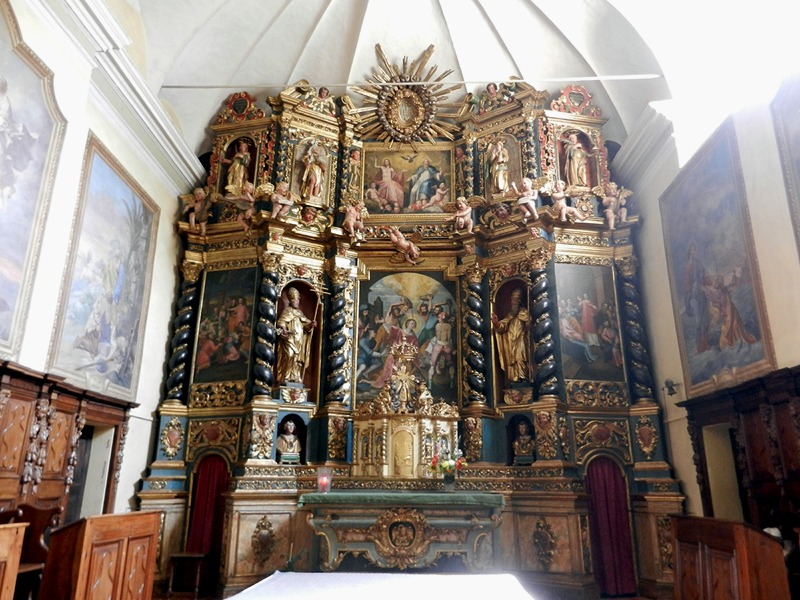
L'altare maggiore

La chiesa è a tre navate; al termine della navata centrale spicca per la sua mole l'altar maggiore barocco, in legno dorato, consacrato nel 1670. La imponente macchina d'altare è strutturata in due ordini di colonne tortili sovrapposte che racchiudono una molteplicità di tele e di statue dorate, due reliquiari trovano posto ai lati del tabernacolo. Al centro della fascia superiore è raffigurata la SS. Trinità; al centro di quella sottostante è posta una tela con il martirio di Santo Stefano.
Dietro all'altare un pregevole coro ligneo in noce del XVIII secolo, intagliato con fregi, ghirlande e teste di angeli (proveniente dalla chiesa dell'antico convento di San Francesco andata distrutta nel 1836).
L'opera che maggiormente attira la curiosità di chi visita la chiesa, nella navata sinistra, è una gigantesca statua lignea policroma di San Cristoforo, intagliata in un solo ceppo ed alta circa metri 4,60. Si tratta di un'opera databile al sesto decennio del XV secolo, attribuita alla bottega di Jean de Chetro, intagliatore valdostano attivo nella realizzazione del coro della cattedrale.

### Organo a canne
Sulla cantoria in controfacciata, si trova l'organo a canne, costruito dall'organaro Costantino Mazzia nell'anno 1877.
Lo strumento è a trasmissione integralmente meccanica, con un'unica tastiera di 61 note con prima ottava cromatica estesa e pedaliera di 17 note, delle quali le prime 12 sono reali. La cassa di contenzione è in sobriamente decorata con lesene dorate e la mostra, composta da canne di principale con bocche a mitria allineate orizzontalmente, si articola in tre campi: ai lati, due cuspidi di sette canne ciascuna; al centro una cuspide con ali laterali di 27 canne.